# LGBT slogany

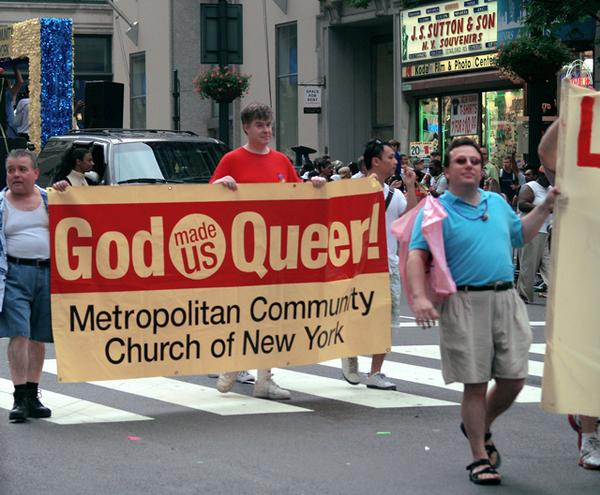
Transparent se sloganem „God made us Queer!“ (Bůh nás stvořil teplé!) v newyorském průvodu 2009

LGBT slogany jsou slogany, motta a populární fráze, které vyjadřují podporu a vnitřní sílu pro členy LGBT komunit (leseb, gayů, bisexuálních a transgenderových lidí) a při prosazování jejich rovnoprávnosti. Objevují se např. na plakátech či transparentech při demonstracích nebo v průvodech LGBT hrdosti.

## Slogany
| Slogan                                                         | Hrubý překlad                                             | Poznámky |
| -------------------------------------------------------------- | --------------------------------------------------------- | --- |
| Gay Is Good                                                    | (Být) gay je dobrý.                                       | Poprvé použil gay aktivista Frank Kameny, a to na základě fráze Afroameričanů „Black is beautiful“. |
| Gays bash back                                                 | Gayové vrací úder.                                        | Fráze používaná militantnějšími gayi vyjadřuje sebeobranu proti tzv. gay bashingu, tedy šikaně a fyzickému násilí vůči LGBT lidem.                                                                                |
| We're here. We're queer. Get used to it                        | Jsme tady. Jsme teplí. Zvykněte si na to.                 | Slogan zpopularizovaný newyorskou LGBT organizací Queer Nation. |
| Hey, hey! Ho, ho! Homophobia's got to go!                      | Hej, hej, hou, hou! Pryč s homofobií!                     | Používané organizací National Organization for Women (NOW). |
| We're here, we're queer and we'd like to say hello!            | Jsme tady, jsme teplí a chceme vás pozdravit (ukázat se). | Variace na výše uvedený slogan, používaná rovněž organizací Queer Nation. |
| Silence=Death / Action=Life                                    | Ticho je smrt. Akce je život.                             | Na vytvoření sloganu se podílelo 6 lidí, včetně Avrama Finkelsteina. Používala ho organizace Act Up k upoutání pozornosti na epidemii AIDS v Americe.                                                             |
| Two, four, six, eight! How do you know your kids are straight? | 2, 4, 6, 8! Jak víte, že jsou vaše děti hetero?           | Slogan namířený proti heterosexismu používala organizace Queer Nation. Jinou variaci představuje: „One, Two, Three, Four! Open up the closet door! Five, Six, Seven, Eight! Don't assume your kids are straight!“ |
| Out of the Closets and into the Streets                        | (Vyjděme) ven ze skříní do ulic.                          | Slogan používaný organizací Queer Nation. |
| I am gay & that's OK                                           | Jsem gay a to je o. k.                                    | Slogan berlínského primátora Klause Wowereita. |
| Gay by birth, fabulous by choice                               | Gay od narození, báječný z vlastní vůle.                  | Zpopularizováno vysokoškolským spolkem Birmingham City University LGBT Society. |
| Why be afraid to be enGayged                                   | Proč se bát gay zásnub?                                   | Brooksova nadace. |
| Sorry girls, I suck dick                                       | Smůla, holky, já kouřím ptáky.                            | Použito na tričcích, která tiskl švédský magazín QX. |
| Armed gays don't get bashed                                    | Ozbrojení gayové nedostanou výprask.                      | Slogan organizace Pink Pistols. |